# Dvärggråfågel
För fågelarten Lalage fimbriata, se sundadrillfågel.
Dvärggråfågel (Celebesica abbotti) är en fågel i familjen gråfåglar inom ordningen tättingar.

## Utbredning och systematik
Fågeln förekommer i skogar i höga bergstrakter på centrala och sydöstra Sulawesi. Den behandlas som monotypisk, det vill säga att den inte delas in i några underarter.

## Status
IUCN kategoriserar arten som livskraftig.

## Namn
Fågelns vetenskapliga artnamn hedrar William Louis Abbott (1860-1936), amerikansk kirurg, upptäcktsresande, etnolog och naturforskare.